# Friedberg (Hessen) (stacja kolejowa)
Friedberg (Hessen) – stacja kolejowa we Friedberg (Hessen), w kraju związkowym Hesja, w Niemczech. Znajduje się tu 5 peronów.